# Clinton (Maryland)
Clinton és una concentració de població designada pel cens dels Estats Units a l'estat de Maryland. Segons el cens del 2000 tenia 26.064 habitants.

## Demografia
Segons el cens del 2000, Clinton tenia 26.064 habitants, 8.605 habitatges, i 6.772 famílies. La densitat de població era de 852,8 habitants per km².
Dels 8.605 habitatges en un 38,5% hi vivien nens de menys de 18 anys, en un 58,8% hi vivien parelles casades, en un 15,2% dones solteres, i en un 21,3% no eren unitats familiars. En el 17,4% dels habitatges hi vivien persones soles el 5,3% de les quals corresponia a persones de 65 anys o més que vivien soles. El nombre mitjà de persones vivint en cada habitatge era de 2,96 i el nombre mitjà de persones que vivien en cada família era de 3,32.
Per edats la població es repartia de la següent manera: un 27,2% tenia menys de 18 anys, un 6,7% entre 18 i 24, un 30,7% entre 25 i 44, un 26,4% de 45 a 60 i un 9,1% 65 anys o més.
L'edat mediana era de 37 anys. Per cada 100 dones de 18 o més anys hi havia 84,8 homes.
La renda mediana per habitatge era de 71.139 $ i la renda mediana per família de 75.036 $. Els homes tenien una renda mediana de 41.736 $ mentre que les dones 39.545 $. La renda per capita de la població era de 24.949 $. Entorn del 2,4% de les famílies i el 3,4% de la població estaven per davall del llindar de pobresa.

## Poblacions més properes
El següent diagrama mostra les poblacions més properes.